# Raffaele Fitto
Raffaele Fitto (n. 28 august 1969, Maglie, Apulia, Italia) este un politician italian.